# 纳米
納米，又稱奈米，為微米的千分之一倍（符號 ，字首在希臘文中的原意是「侏儒」的意思），是一个長度單位，指1米的十億分之一（10-9m）。
有時候也會見到埃（符號 ）這個單位，為10-10m。
1奈米（nm）= 10 埃（Å）= 10-9m
現時很多材料的微觀尺度都是以奈米为单位、半導體製程標準在2000年代以後大多是以奈米表示。